# نماد یکای پول (تایپوگرافی)

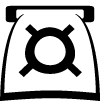
یک نماد یکای پول دیگر

نماد یکای پول یا نماد ارز ¤ نمادی است که برای یک  یکای پول نامشخص استفاده می‌شود. می‌توان آن را به عنوان دایره‌ای به اندازه یک حروف کوچک با چهار بازوی کوتاه تابشی در ۴۵ درجه (شمال شرقی)، ۱۳۵ درجه (جنوب شرقی)، ۲۲۵ درجه (جنوب غربی) و ۳۱۵ درجه (شمال غربی) توصیف کرد. این کاراکتر گاهی اسکاراب نامیده می‌شود.
موقعیت این نماد در یونی‌کد به صورت U+00A4 ¤  نشان داده شده‌است.